# Arxiduc (barri)
El barri de l'Arxiduc és un barri de la ciutat de Mallorca situat al districte nord que s'estructura entorn del carrer de l'Arxiduc Lluís Salvador, del qual el barri pren el nom. Limita al nord amb el barri de la Plaça de Toros pels carrers de Rosselló i Cazador i de Jaume Balmes, a llevant amb la barriada de Bons Aires pel carrer del 31 de desembre, i a ponent amb el barri de Marquès de la Fontsanta pel parc de les Estacions (antigament les vies del tren d'Inca). Es tracta d'un barri que forma part del primer projecte d'eixamplament de Palma, de Bernat Calvet i Girona.
El principal element de referència de la barriada és la plaça del Cardenal Reig, popularment amb el nom de plaça de l'Obelisc o del Supositori, i el carrer de l'Arxiduc Lluís Salvador, que l'atravessa. La plaça de l'Obelisc rep aquest nom popular de l'obelisc que es troba al centre de la plaça, amb uns baixos relleus en homenatge a l'Arxiduc Lluís Salvador, un personatge força lligat a la història de Mallorca.
Al moment de la urbanització de les terres resultat de l'implantació del Pla Calvet, la primera dècada del segle xx, les terres de la zona pertanyien a les propietats de Can Esteve, la Casa de Pega, Son Campos i, principalment, Son Brull.
Al sud del barri hi ha les estacions del tren d'Inca i del tren de Sóller.
El 2018 tenia 6708 habitants.